# Rosa Venneman

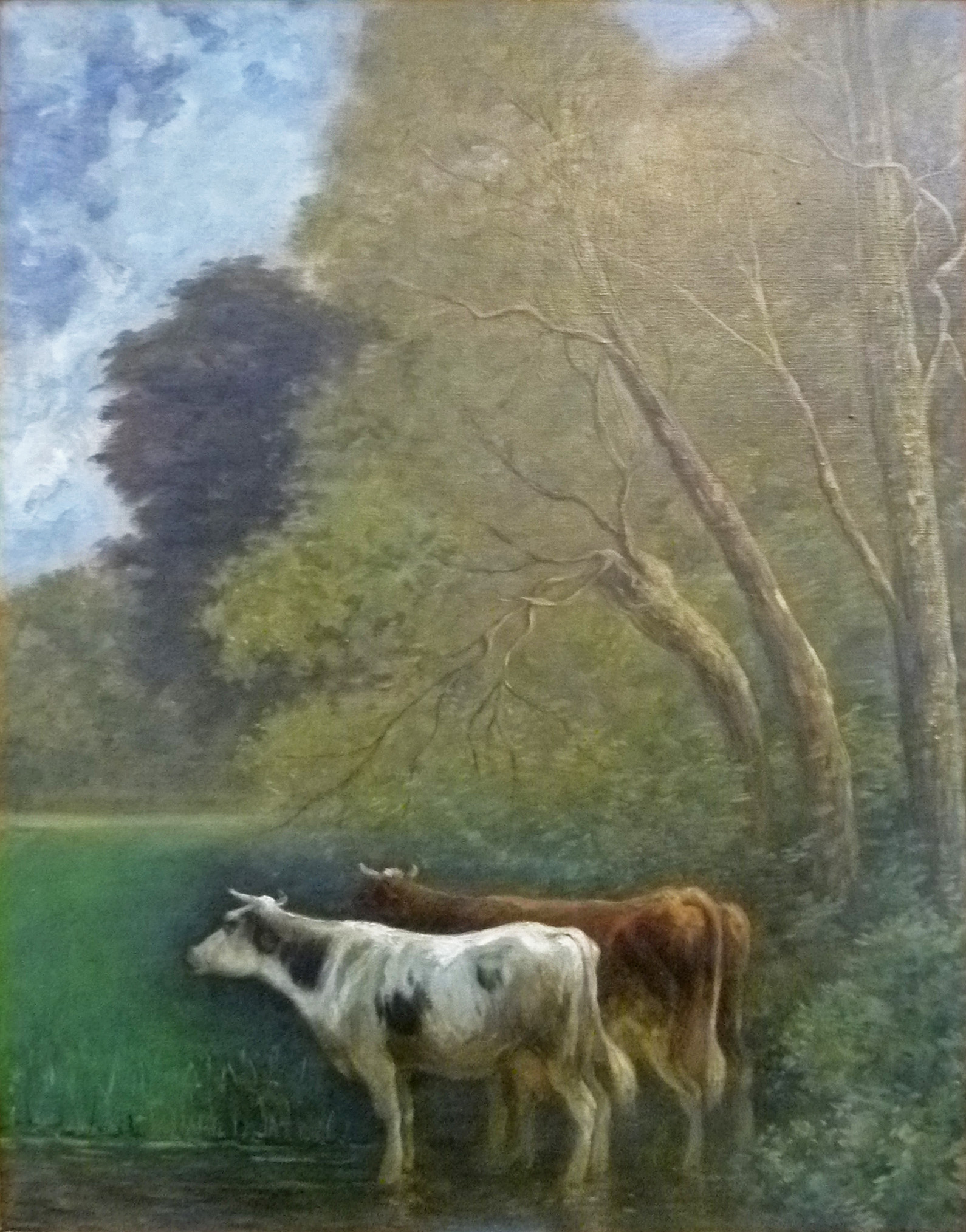
Landschap met koeien

Rosa Venneman (Antwerpen, 26 juni 1842 – na 1909) was een Belgisch realistisch kunstschilderes uit de 19de eeuw.

## Levensloop
Er zijn schaarse biografische gegevens van haar bekend. Zij was afkomstig uit een gezin van Antwerpse beeldende kunstenaars. Haar vader, een schilder van genretaferelen Charles Venneman (1802-1875) zag dat zijn dochter artistieke aanleg had, maar wilde haar niet opleiden tot het onbestendig beroep van kunstschilderes. Immers, de toenmalige kunstwereld was niet weggelegd voor vrouwen. Zij kreeg wel raadgevingen in het atelier van haar vader van de Gentse kunstschilders Xavier De Cock en Adolphe Dillens.
Reeds van in het begin legde zij zich toe op de realistische weergave van de natuur en in het bijzonder landschappen met vee in een weide.
Zij begon tentoon te stellen na 1860. Zij verhuisde naar Brussel na 1870 en werd er de leerling van de realistische schilder Louis Dubois, die behoorde tot de Brusselse kunstenaarskring "La Chrysalide". Deze opleiding weerspiegelde zich in de kwaliteit van haar werken.
Ze was medeoprichtster van de Cercle des Femmes Peintres, een vereniging van vrouwelijke beeldende kunstenaars in Brussel.
In 1875 stopte ze met schilderen om haar zieke vader te verzorgen.
Haar schilderijen vindt men terug in musea in Luik, Cambrai, Compiègne, Pointoise, Saintes, Soissons en Vannes. De meeste van haar werken bevinden zich echter in privébezit.

## Tentoonstellingen
- Elck zijn waerom: de kunstgeschiedenis aan de hand van werk van kunstenaressen in België en Nederland 1500-1950; KMSKA, Antwerpen 1999